# ノルケイン
ノルケイン（英:NORQAIN）は、ベン・カッファーによって設立されたスイスのニドーにある腕時計メーカー。

## 沿革
2018年、ベン・カッファーによって設立された。

## 腕時計
すべての製品は機械式時計となっており、設立者のベン・カッファーが設立後、アドベンチャー、フリーダム、インデペンデンスの3つのコレクションを展開している。

## ムーブメント
主にエントリーモデルで使用されているムーブメントであるノルケインキャリバー NN08の初期は毎時28,800回振動(4Hz)のETA 2824-2ベースに改造とルビー装飾を加えたもので、精度についてはCOSC公認クロノメーターとなっている。現在はETAに代わってSelita社のムーブメントをベースとして使用している。その他にも2020年以降はKenissi Manufactureとパートナーシップ契約を締結し、共同開発したムーブメントを使った製品を発売している。

## サプライヤー
ノルケインはスイス時計産業の伝統である分業制を重要視し、自社の時計製造に関わる外部サプライヤーの全てを公開しており、通常は非公開とすることが多いスイスの時計ブランドの中でも珍しい存在である。
ケース素材の開発はリシャール・ミル等のケースを開発しているBIWI社、その組み立て等を行うMRP社、ムーブメントの供給や共同開発を行うセリタ社、ケニッシ社等の情報は全て自ら積極的に公開をしている。